# Javier Hernández Capelo
Javier Hernández Capelo, nacido como Javier de Jesús Hernández Martínez (Guanajuato, 20 de enero de 1951) es un artista, escultor, muralista, fotógrafo y pintor mexicano.

## Reseña biográfica
Estudió arquitectura en la Universidad de Guanajuato, en 1974 fue maestro de expresión gráfica, estereotomía y perspectiva en la Facultad de Arquitectura de la Universidad de Guanajuato cuenta con el grado de doctor en artes.
En 1979 fundó su taller de alfarería tradicional, posteriormente conformando el taller de Alfarería Mayólica de Guanajuato, con la firma "Capelo". Ha promovido la preservación de monumentos históricos de la ciudad. En el año 2001 recibió el reconocimiento como "Guanajuatense distinguido", por la parte del Ayuntamiento de Guanajuato.
Ha realizado obras que pasaron a formar parte del patrimonio cultural de Guanajuato y expuesto en museos como el Palacio de Cultura Banamex, el Jordan Schnitzer Museum of Art, el Museo Franz Mayer, el Festival Internacional Cervantino con exposiciones como Bestiario, diseñar y fabricar distintivos para personalidades.

## Exposiciones

### Permanente
Se localiza en el “Museo de Arte Contemporáneo Primer Deposito” en ciudad de Guanajuato, Gto.

### Guanajuato
2014 inauguró su exposición escultórica titulada “Tótems y chamanes” en el patio del Museo Regional de la Alhóndiga de Granaditas; con la presentación de más de 30 piezas, con la cual cerró el ciclo de muestras temporales en el museo; exhibidas hasta el 15 de enero del 2015.

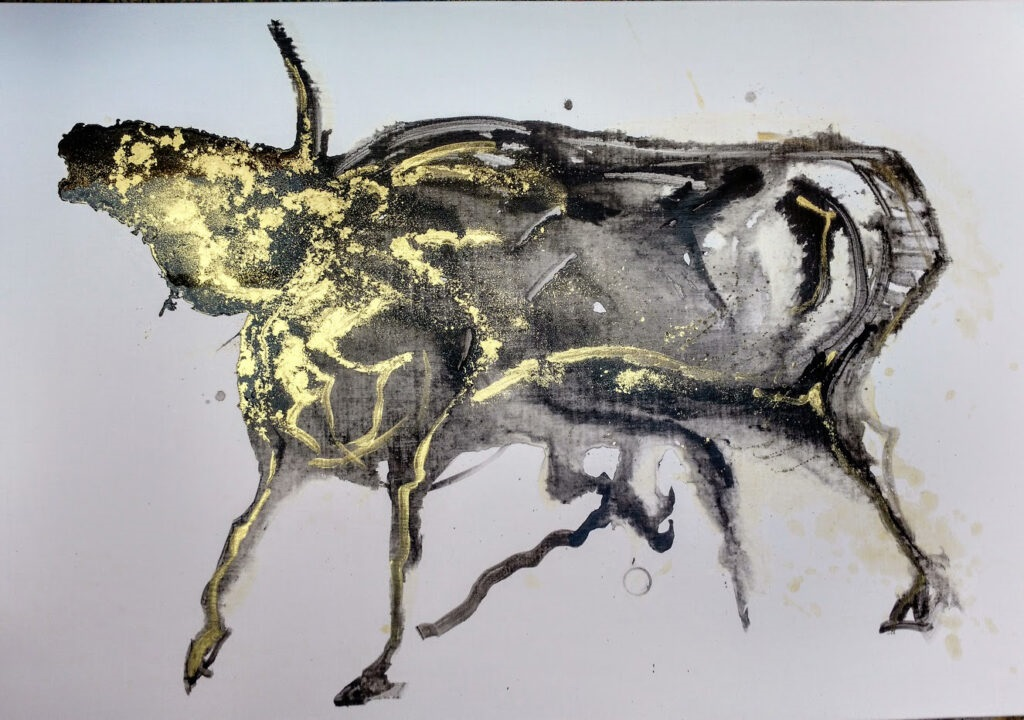
Tinta bestiario:tinta con detalles en oro, obra realizada por Javier de Jesús Hernández "Capelo"
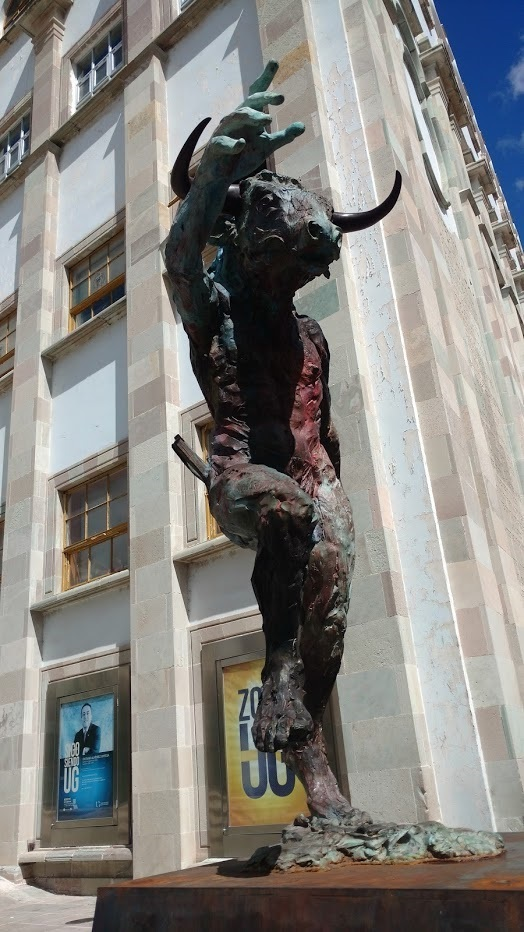
Minotauro: Escultura en bronce expuesta para el Festival Internacional Cervantino, obra realizada por Javier de Jesús Hernández "Capelo"
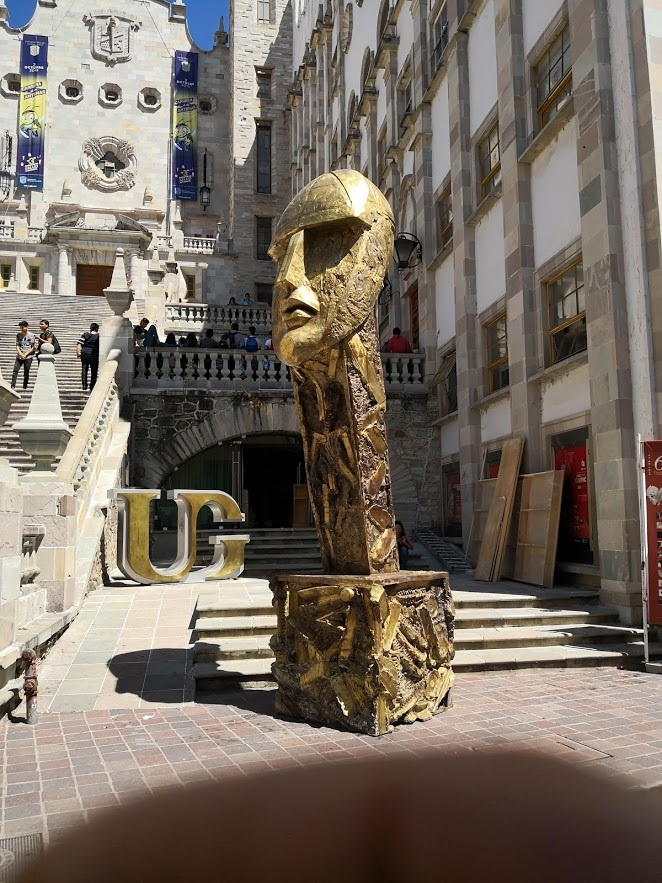
Tótem Medusa:Escultura en bronce expuesta para el Festival Internacional Cervantino, obra realizada por Javier de Jesús Hernández "Capelo"
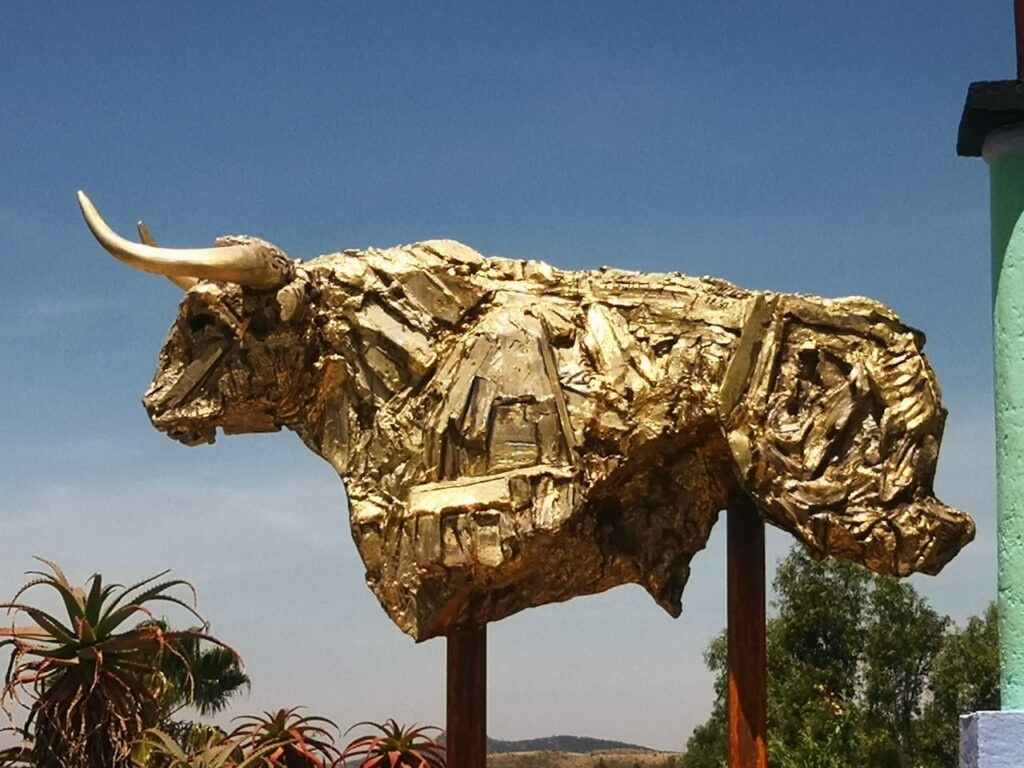
Toro arqueológico:Escultura en bronce, obra realizada por Javier de Jesús Hernández "Capelo"
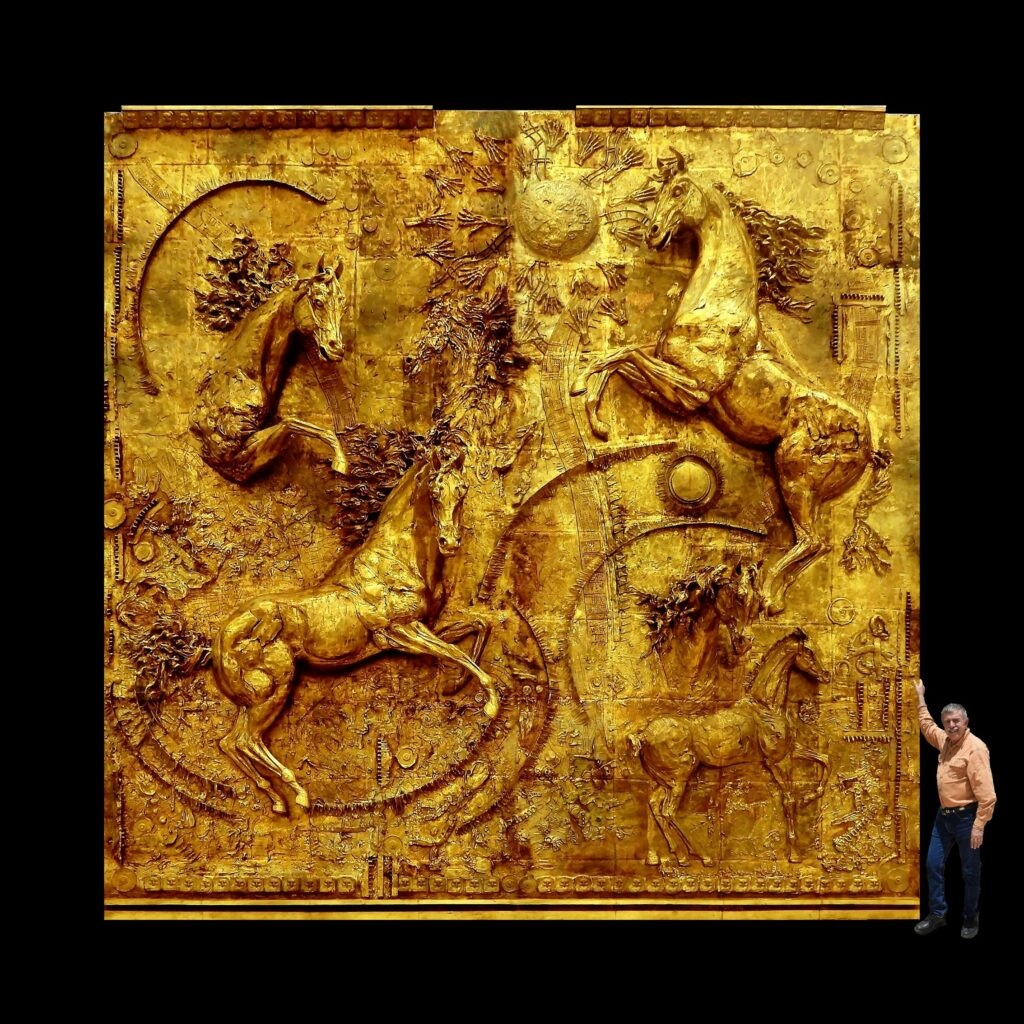
Mural en bronce de 6m x 6m, expuesto en el 47 Festival Internacional Cervantino , obra realizada por Javier de Jesús Hernández "Capelo"
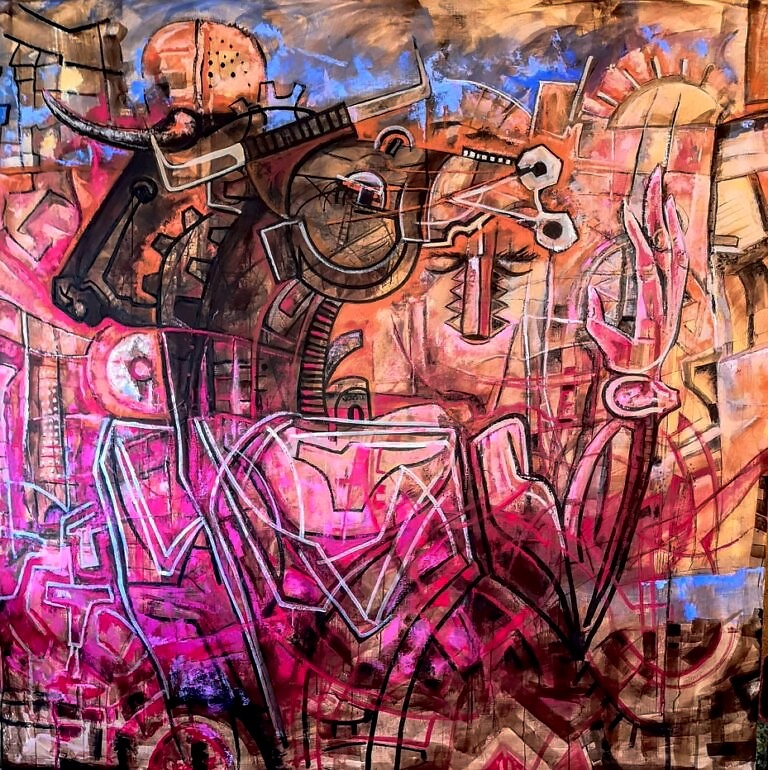
Grafitauro: Pintura expuesta para el Festival Internacional Cervantino, obra realizada por Javier de Jesús Hernández "Capelo"

### Cuba
El viernes 27 de febrero de 2015 Invitado por Eusebio Leal Spengler historiador de la ciudad de La Habana Cuba inauguró ‘Habana’ consistiendo en una exposición dedicada a la capital cubana, en la Galería Carmen Montilla del Centro Histórico habanero; la conformaron 23 obras, elaboradas en tinta sobre papel de algodón, acuarelas y temple; en algunas de ellas se observaron siluetas femeninas, caballos, toros y símbolos de la cultura cubana

## Libro
Editorial La Rana publica el libro “Capelo” formando parte de la colección Artistas de Guanajuato mismo que integra un ensayo crítico sobre la obra de Javier de Jesús Hernández; una entrevista a dicho artista; 123 imágenes de su obra (dibujo, pintura, cerámica, escultura, arquitectura y fotografía); comentarios críticos de diversos autores sobre su obra (Luis Nishizawa, Alí Chumacero, Benjamín Valdivia, etc.); su cronología, y la lista de obra con las fichas técnicas. El ensayo crítico, la interpretación de la entrevista y la cronología fueron hechos por Mauricio Vázquez González.

## Distinciones
- Guanajuatense distinguido